# (30417) Staudt
(30417) Staudt ist ein Asteroid des Hauptgürtels, der am 1. Juni 2000 vom italoamerikanischen Astronomen Paul G. Comba am Prescott-Observatorium (IAU-Code 684) in Arizona entdeckt wurde.
Benannt wurde der Asteroid nach dem deutschen Mathematiker Karl von Staudt (1798–1867), der die Projektive Geometrie wesentlich erweiterte und abstrahierte, indem er sie von allen metrischen Hilfsmitteln loslöste.